# Agrotis williamsi
Agrotis williamsi är en fjärilsart som beskrevs av William Schaus 1923. Agrotis williamsi ingår i släktet Agrotis och familjen nattflyn. Inga underarter finns listade i Catalogue of Life.